# Jean-Claude Brialy
Jean-Claude Brialy (30 de març de 1933 – 30 de maig de 2007) va ser un actor, director, guionista i escriptor de nacionalitat francesa. Format en la Nouvelle vague, va actuar en més de cent pel·lícules en el transcurs d'una carrera iniciada el 1956 durant la qual va treballar a les ordres de directors com Louis Malle, Claude Chabrol, François Truffaut, Éric Rohmer o Philippe de Broca. Artista principal (Le Beau Serge) o actor de repartiment, va ser nominat al César al millor actor secundari per Le Juge et l'Assassin el 1977, i va aconseguir el premi amb Les Innocents.

## Biografia

### Formació
Nascut en Sour El Ghozlane, Algèria, els seus pares era Roger Brialy, un oficial francès, i Suzanne Abraham. Va viure també en Blida i en Bône (actual Annaba), totes dues ciutats algerianes, i el 1943 en Marsella. La família es va instal·lar posteriorment a Angers, al carrer Mirabeau. Jean-Claude i el seu germà van estudiar al Liceu David-d'Angers (on va començar a interessar-se per l'actuació, segons la seva autobiografia), passant les seves vacances a casa dels seus avis a Chambellay o a Issoire, a casa dels seus avis materns.
El 1946 va ingressar sl Pritaneu Nacional Militar, a La Flèche, abans de mudar-se a Saint-Étienne, estudiant finalment al col·legi episcopal Saint-Étienne d'Estrasburg, on va fer també cursos d'art dramàtic, la seva passió, contra el desig del seu pare, coronel, que volia que fes la carrera militar.
Brialy va obtenir el primer premi de comèdia en el Conservatori d'Estrasburg, ingressant després en el Centre d'Art Dramàtic de l'Est, on va interpretar diferents papers teatrals. Durant el seu servei militar a Baden-Baden, va ser destinat al servei cinematogràfic de l'exèrcit a Alemanya, podent així rodar el seu primer curtmetratge el 1954, Chiffonard et Bon Aloi. Finalitzat el servei militar, al novembre de 1954 se'n va anar sol a París, perquè els seus pares no aprovaven la seva vocació en el món de l'espectacle.

### Del cinema a la televisió
A París es mantenia gràcies a petits treballs, negant-se els seus pares a prestar-li ajuda. Freqüentava el grup de Cahiers du cinéma, i va actuar en el curtmetratge Le Coup du berger, de Jacques Rivette. Després de ser ajudant de direcció en pràctiques en la pel·lícula French Cancan (1954), de Jean Renoir, a partir de llavors va fer múltiples actuacions, participant, entre altres produccions, a Elena et les Hommes, de Jean Renoir (1956, font d'una gran decepció, ja que la seva escena va ser tallada durant el muntatge, i ell volia impressionar a la seva família), Ascenseur pour l'échafaud (de Louis Malle, 1957) i, sobretot, Le Beau Serge i Les Cousins (ambdues de Claude Chabrol), films amb els quals va guanyar la celebritat.
El 1955, i gràcies a l'ajuda financera de Claude Chabrol i François Truffaut, va adquirir una finca en Monthyon, prop de Meaux (municipi de Sena i Marne), que havia conegut gràcies a Marie-José Nat. A causa d'una mala caiguda ocorreguda durant el rodatge de Le Beau Serge, va haver de ser intervingut quirúrgicament i passar alguns mesos de convalescència. Va ser a la seva propietat on Jacques Chazot, malalt d'un càncer de gola, va passar els últims anys de la seva vida abans de morir el 1993. Amic de nombrosos artistes, i benvolgut tant pels seus companys com pel públic, Jean-Claude Brialy va comprar el 1966 un vell pub de l'île Saint-Louis, en París, que va transformar en restaurant amb el nom de «L'Orangerie», lloc de vida nocturna que va veure desfilar a gran nombre d'artistes francesos i estrangers.
Brialy va ser un actor benvolgut pels directors de la Nouvelle Vague, va actuar per Jean-Luc Godard a Une femme est une femme, per Éric Rohmer a Le Genou de Claire, i per François Truffaut a La núvia vestia de negre. Va ser molt amic de François Truffaut, qui el 1968, va demanar a Marcel Berbert i a Brialy ser testimonis en les seves noces amb Claude Jade.
El 1971 va dirigir la seva primera pel·lícula, Églantine, que va rodar a Chambellay, població de la qual eren natius els seus avis. El 1973 va dirigir Volets clos, i al juliol de 1979 va rodar per a la televisió Les Malheurs de Sophie, rodada al castell de Lorie, a La Chapelle-sur-Oudon.

### Teatre i escriptura

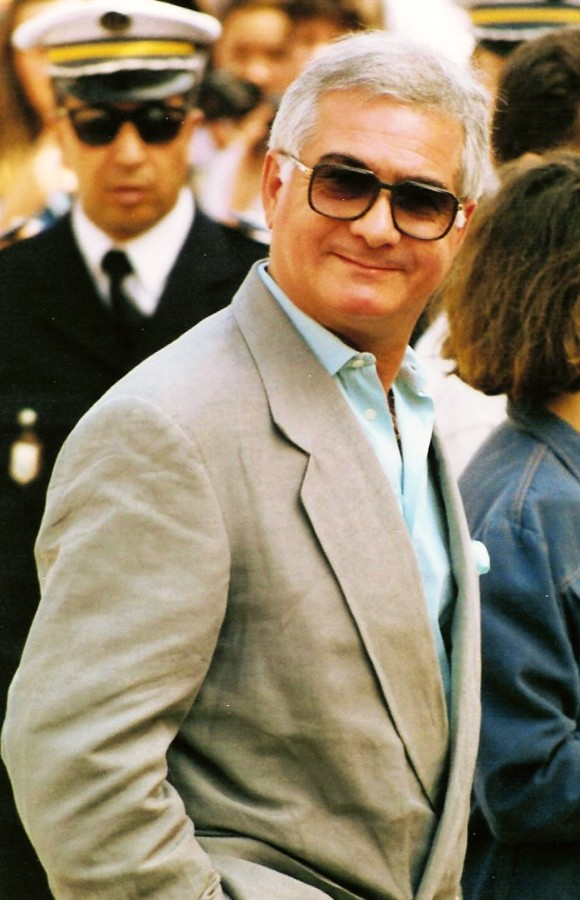
Jean-Claude Brialy al 45è Festival Internacional de Cinema de Canes

Director del Théâtre Hébertot (1977) i després del Théâtre des Bouffes-Parisiens (des de 1986 fins a la seva mort, va ser director el seu company Bruno Finck), va anar durant molt de temps director artístic del Festival d'Anjou (1985-2001), a més de creador i director artístic del Festival de Ramatuelle a partir de 1985.
El 2000 i 2004 va escriure dos llibres autobiogràfics que van ser un èxit editorial: Le Ruisseau des singes (éd. Robert Laffont), en el qual evocava la seva infantesa a Chambellay) i J’ai oublié de vous dire (XO éditions). El 2006, després de viatjar al seu país natal, publicà Mon Algérie (Timée éditions). A més, va escriure les antologies Les Pensées les plus drôles des acteurs i Les Répliques les plus drôles du théâtre de boulevard (Le Cherche-Midi).
Personalitat del Tout-Paris, va intervenir també en nombrosos programes radiofònics i televisius, entre ells Les Grosses Têtes, de Philippe Bouvard, a RTL (ràdio francesa).
La seva amistat amb els artistes va fer que assistís a nombrosos enterraments de famosos, fins al punt que el seu amic Thierry Le Luron li va sobrenomenar « la Mère Lachaise » (en referència al cèlebre Cementiri del Père-Lachaise i a la seva homosexualitat).
A partir dels anys 1970 va ser el confident de grans estrelles com Arletty o Jean Gabin, adquirint un saber enciclopèdic sobre el món de l'espectacle, que no va tenir temps de transcriure en forma de llibre. Així i tot, entre 2000 i 2007 va publicar una gran part dels seus coneixements i anècdotes en publicacions de caràcter autobiogràfic (entre elles Le ruisseau des singes el 2000).

### Últims anys

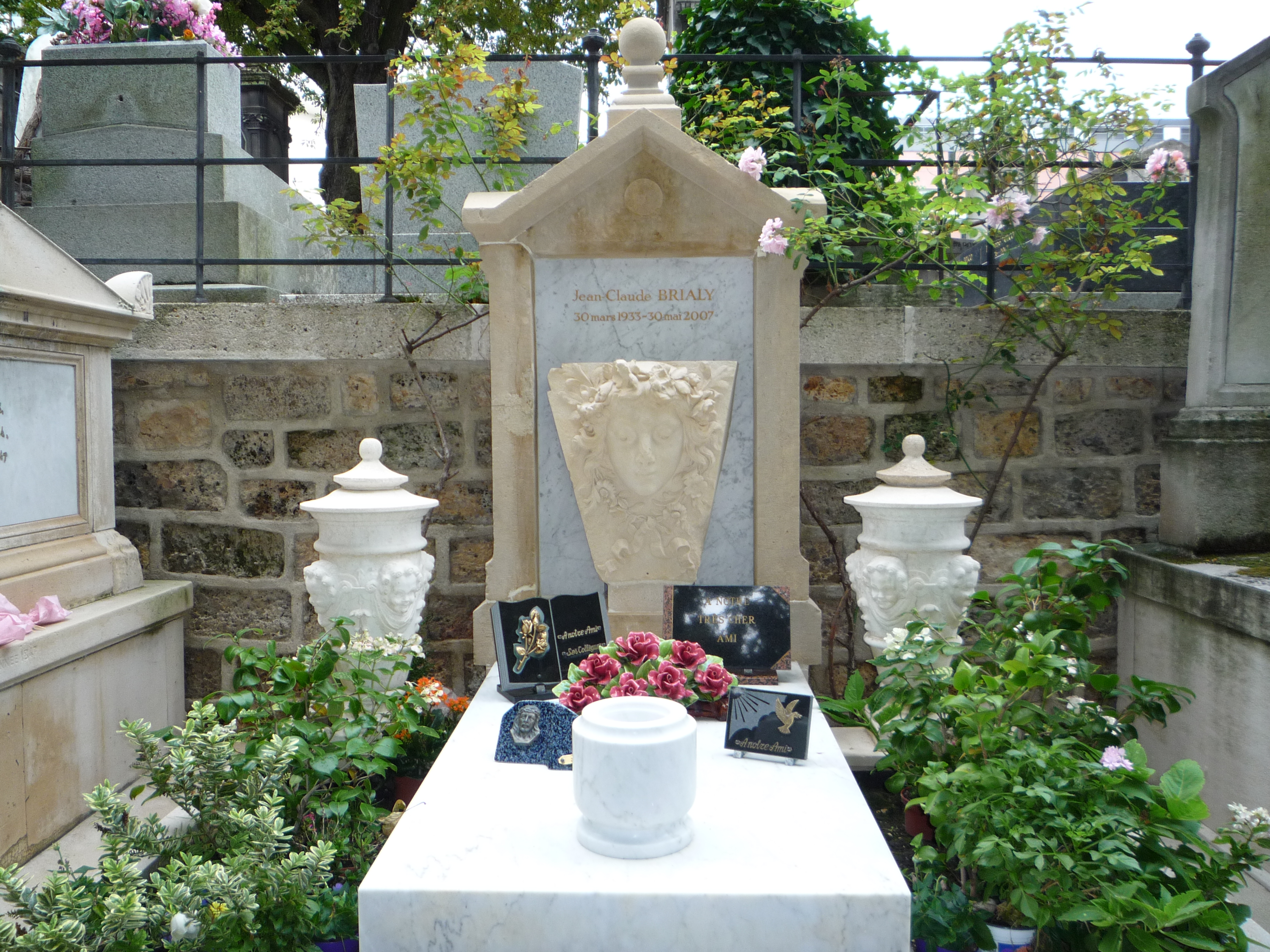
Tomba de Jean-Claude Brialy al Cementiri de Montmartre, a París

Brialy va rodar el seu últim telefilm en 2006, Monsieur Max, de Gabriel Aghion. Uns dies abans de morir va estar a Cannes en ocasió dels 60 anys del festival de cinema de la ciutat, participant en el programa de Philippe Bouvard, Les Grosses Têtes.
Entre 2006 i 2007 va donar suport a la candidatura de Nicolas Sarkozy a la presidència de la República, assistint a nombrosos mítings del polític. Nicolas Sarkozy va ser elegit president pocs dies abans de la mort de l'actor, al funeral del qual va assistir personalment.
Jean-Claude Brialy va morir a Monthyon, França, el 30 de maig de 2007 a causa d'un càncer de mandíbula, no havent donat a conèixer la seva malaltia a ningú, ni tan sols als seus afins. El seu funeral es va celebrar a l'Església Saint-Louis-en-l'Île el 4 de juny de 2007, assistint a la mateixa nombroses celebritats. Va ser enterrat al Cementiri de Montmartre, just al costat de la cèlebre Marie Duplessis.

### Vida privada
La seva homosexualitat, llarg temps ocultada al seu pare i al món del cinema, va ser reivindicada després d'aparèixer en 2000 la seva autobiografia Le Ruisseau des singes. DVa declarar a la revista Têtu al maig de 2005 que al principi de la seva carrera era tabú. El 1994, Jean-Claude Brialy va participar en el doblatge del film Les aventures de Priscilla, que tracta sobre un tema homosexual, donant veu a l'actor Terence Stamp.
Oposat al matrimoni entre persones del mateix sexe, però favorable a un Pacte civil de solidarité millorat, Brialy va estar també involucrat en la lluita contra el VIH/sida, destacant la seva col·laboració amb Line Renaud, i treballant com a portaveu de Sidaction.
En 2013, Bruno Finck, el seu últim company i el seu hereu, va subhastar el contingut de l'apartament de la Île Saint-Louis que compartia amb l'actor. La vila de Meaux va rebre com a llegat la seva propietat en Monthyon i la seva col·lecció d'objectes.

## Teatre

### Actor
- 1958: Les portes claquent, de Michel Fermaud, escenografia de Christian-Gérard, Théâtre Daunou
- 1962: Un dimanche à New-York, de Norman Krasna, escenografia de Jacques Sereys, Théâtre du Palais-Royal
- 1965: Madame Princesse, de Félicien Marceau, escenografia del autor, Théâtre du Gymnase Marie-Bell
- 1966: Madame Princesse, de Félicien Marceau, escenografia del autor, Théâtre des Célestins
- 1968-1970: La Puce à l'oreille, de Georges Feydeau, escenografia de Jacques Charon, Théâtre Marigny, Théâtre du Palais-Royal i Théâtre des Célestins
- 1971: Le Ciel de lit, de Jan de Hartog, escenografia de Jacques Charon, Théâtre du Palais-Royal
- 1974: L'Hôtel du libre échange, de Georges Feydeau, Théâtre Marigny
- 1977: Si t'es beau, t'es con, de Françoise Dorin, escenografia de Jacques Rosny, Théâtre Hébertot
- 1980: Madame est sortie, de Pascal Jardin, escenografia de Pierre Boutron, Théâtre des Champs-Élysées
- 1984: Désiré, de Sacha Guitry, escenografia de Jean-Claude Brialy, Théâtre Édouard VII
- 1986: Le Nègre, de Didier van Cauwelaert, escenografia de Pierre Boutron, Théâtre des Bouffes-Parisiens
- 1989: L'Illusionniste, de Sacha Guitry, escenografia de Jean-Luc Moreau, Théâtre des Bouffes-Parisiens
- 1992: La Jalousie, de Sacha Guitry, escenografia de Jean-Claude Brialy, Théâtre des Bouffes-Parisiens, Théâtre du Gymnase (Marsella), Théâtre des Célestins i Festival de Ramatuelle
- 1994: Show bis, de Neil Simon, escenografia de Georges Wilson, Théâtre des Bouffes-Parisiens
- 1996: Monsieur de Saint-Futile, de Françoise Dorin, escenografia de Jean-Luc Moreau, Théâtre des Bouffes-Parisiens i gira
- 1999: Mon père avait raison, de Sacha Guitry, escenografia de Jean-Claude Brialy, Théâtre des Bouffes-Parisiens
- 2002: Poste restante, de Noël Coward, escenografia de Daniel Roussel, Théâtre du Palais-Royal
- 2005: J'ai oublié de vous dire, de Jean-Claude Brialy, Théâtre des Bouffes-Parisiens, Festival d'Anjou i gira

### Director
- 1979: La Fugue, de Francis Lacombrade i Bernard Broca, música de Alexis Weissenberg, Teatrr de la Porte Saint-Martin
- 1984: Désiré, de Sacha Guitry, Théâtre Édouard VII
- 1992: La Jalousie, de Sacha Guitry, Théâtre des Bouffes-Parisiens
- 1992 : La Puce à l'oreille, de Georges Feydeau, Théâtre de la Michodière
- 1994: Le Bal des voleurs, de Jean Anouilh, Festival d'Anjou
- 1994 : La Source bleue, de Pierre Laville, Théâtre Daunou
- 1996: L'Invitation au château, de Jean Anouilh
- 1999: Mon père avait raison, de Sacha Guitry, Théâtre des Bouffes-Parisiens
- 1999 : Le Sexe faible, de Édouard Bourdet
- 2000: Les Parents Terribles, de Jean Cocteau

## Filmografia

### Actor

#### Cinema
- 1954: Chiffonard et Bon Aloi, de Pierre Lhomme
- 1954 : Paris, mon copain, de Pierre Lhomme
- 1956: Les Mauvaises Rencontres, de Alexandre Astruc
- 1956 : Notre-Dame de Paris, de Jean Delannoy
- 1956 : Elena et les Hommes, de Jean Renoir
- 1956 : Le Coup du berger, de Jacques Rivette
- 1956 : La Sonate à Kreutzer, de Éric Rohmer
- 1956 : Tous les garçons s'appellent Patrick, de Jean-Luc Godard
- 1956 : Les Surmenés, de Jacques Doniol-Valcroze
- 1957: Une histoire d'eau, de Jean-Luc Godard i François Truffaut
- 1957 : L'Ami de la famille, de Jack Pinoteau
- 1957 : Tous peuvent me tuer, de Henri Decoin
- 1957 : Méfiez-vous fillettes, de Yves Allégret
- 1957 : Amour de poche, de Pierre Kast
- 1957 : Le Triporteur, de Jack Pinoteau
- 1957 : Ascenseur pour l'échafaud, de Louis Malle
- 1957 : Cargaison blanche, de Georges Lacombe
- 1958: L'École des cocottes, de Jacqueline Audry
- 1958 : Et ta sœur, de Maurice Delbez
- 1958 : Christine, de Pierre Gaspard-Huit
- 1958 : Paris nous appartient, de Jacques Rivette
- 1958 : Les Amants, de Louis Malle
- 1958 : Le Beau Serge, de Claude Chabrol
- 1959: Les Garçons, de Mauro Bolognini
- 1959 : Les Cousins, de Claude Chabrol
- 1959 : Les Quatre Cents Coups, de François Truffaut
- 1959 : Le Chemin des écoliers, de Michel Boisrond
- 1959 : Les Yeux de l'amour, de Denys de La Patellière
- 1960: Le Bel Âge, de Pierre Kast
- 1960 : Le Gigolo, de Jacques Deray
- 1961: Les Godelureaux, de Claude Chabrol
- 1961 : Adieu Philippine, de Jacques Rozier
- 1961 : Les lions sont lâchés, de Henri Verneuil'
- 1961 : Les Amours célèbres, de Michel Boisrond, esquetx Agnès Bernauer
- 1961 : Une femme est une femme, de Jean-Luc Godard
- 1961 : Le Puits aux trois vérités, de François Villiers
- 1961 : Les Petits Matins, de Jacqueline Audry
- 1961 : Aimez-vous Brahms…?, d'Anatole Litvak
- 1962: L'Éducation sentimentale, de Alexandre Astruc
- 1962 : Les Sept Péchés capitaux, esquetx L'Avarice, de Claude Chabrol
- 1962 : Les Veinards, esquetx Le Gros Lot, de Jack Pinoteau
- 1962 : Carambolages, de Marcel Bluwal
- 1962 : Arsène Lupin contre Arsène Lupin, d'Édouard Molinaro
- 1962 : El diable i els Deu Manaments (Le Diable et les Dix Commandements), esquetx Bien d'autrui ne prendras, de Julien Duvivier
- 1962 : La Chambre ardente, de Julien Duvivier
- 1962 : Cleo de 5 a 7, de Agnès Varda
- 1962 : La banda Casaroli, de Florestano Vancini
- 1962 : Vie privée, de Louis Malle
- 1962 : Tire-au-flanc, de Claude de Givray i François Truffaut
- 1962 : Vanina Vanini, de Roberto Rossellini
- 1963: Le Glaive et la Balance, d'André Cayatte
- 1964: La Bonne Soupe, de Robert Thomas
- 1964 : La Ronde, de Roger Vadim
- 1964 : Un monsieur de compagnie, de Philippe de Broca
- 1964 : La Chasse à l'homme, de Édouard Molinaro
- 1964 : Château en Suède, de Roger Vadim
- 1964 : Tonio Kruger, de Rolf Thiele
- 1964 : Comment épouser un premier ministre, de Michel Boisrond
- 1964 : L'Amour à la chaîne, de Claude de Givray
- 1964 : La Bonne Occase, de Michel Drach
- 1965: L'Amour à la mer, de Guy Gilles
- 1965 : Cent briques et des tuiles, de Pierre Grimblat
- 1965 : La Mandragore, de Alberto Lattuada
- 1965 : Je la connaissais bien, d'Antonio Pietrangeli
- 1965 : Les Siffleurs, de Eino Ruutsabo
- 1966: Le Roi de Cœur, de Philippe de Broca
- 1966 : I nostri mariti, esquetx  Il marito di Olga, de Luigi Zampa
- 1966 : Un home de més, de Costa-Gavras
- 1967: Le Plus Vieux Métier du monde, esquetx Mademoiselle Mimi, de Philippe de Broca
- 1967 : Lamiel de Jean Aurel
- 1967 : La núvia vestia de negre, de François Truffaut
- 1967 : Au diable les anges, de Lucio Fulci
- 1968: Caroline chérie, de Denys de La Patellière
- 1968 : Manon 70, de Jean Aurel
- 1969: Le Bal du comte d'Orgel, de Marc Allégret
- 1969 : Tout peut arriver, de Philippe Labro
- 1969 : Le Genou de Claire, de Éric Rohmer
- 1970: Côté cour, côté jardin, de Guy Gilles
- 1971: Une saison en enfer, de Nelo Risi
- 1971 : Cose di Cosa Nostra, de Stefano Vanzina
- 1972: Un meurtre est un meurtre, d'Étienne Périer
- 1973 : Un amour de pluie, de Jean-Claude Brialy – también guionista
- 1973 : L'Oiseau rare, de Jean-Claude Brialy – también guionista
- 1974: Comme un pot de fraises, de Jean Aurel
- 1974 : El fantasma de la libertad, de Luis Buñuel
- 1975: Barry Lyndon, de Stanley Kubrick
- 1975 : Un animal doué de déraison, de Pierre Kast
- 1975 : Catherine et Compagnie, de Michel Boisrond
- 1975 : Les Onze Mille Verges, de Éric Lipmann
- 1975 : Dreyfus ou l'Intolérable Vérité, de Jean Chérasse
- 1976: El jutge i l'assassí, de Bertrand Tavernier
- 1976 : Les Œufs brouillés, de Joël Santoni
- 1976 : L'Année sainte, de Jean Girault
- 1976 : Barocco, d'André Téchiné
- 1977: Le Point de mire, de Jean-Claude Tramont
- 1977 : Julie pot de colle, de Philippe de Broca
- 1977 : L'Imprécateur, de Jean-Louis Bertuccelli
- 1977 : Enquête à l'italienne, de Steno
- 1977 : Pour Clémence, de Charles Brabant
- 1978: Robert et Robert, de Claude Lelouch
- 1978 : La Chanson de Roland, de Frank Cassenti
- 1979: Le Maître-nageur, de Jean-Louis Trintignant
- 1979 : Les Plus Grands Moments d'Hollywood, de Edward Shaw
- 1979 : Bobo Jacco, de Albert Bal
- 1979 : Cinématon, de Gérard Courant
- 1980: L'Œil du maître, de Stéphane Kurc
- 1980 : Bobo la tête, de Gilles Katz
- 1980 : La Banquière, de Francis Girod
- 1981: Les Uns et les Autres, de Claude Lelouch
- 1982: La Nuit de Varennes, de Ettore Scola
- 1982 : Notre-Dame de la Croisette, de Daniel Schmid
- 1982 : La Fille de Trieste, de Pasquale Festa Campanile
- 1982 : Édith et Marcel, de Claude Lelouch
- 1982 : Mortelle Randonnée, de Claude Miller
- 1983: La Crime, de Philippe Labro
- 1983 : Le Démon dans l'île, de Francis Leroi
- 1983 : Cap Canaille, de Juliet Berto i Jean-Henri Roger
- 1983 : Sarah, de Maurice Dugowson
- 1983 : Stella, de Laurent Heynemann
- 1983 : Papy fait de la résistance, de Jean-Marie Poiré
- 1984: Pinot simple flic, de Gérard Jugnot
- 1984 : Le téléphone sonne toujours deux fois, de Jean-Pierre Vergne
- 1985: Tueur de fous, de Guillaume Perotte
- 1985 : Le Mariage du siècle, de Philippe Galland
- 1985 : Le Quatrième Pouvoir, de Serge Leroy
- 1985 : L'Effrontée, de Claude Miller
- 1985 : Inspecteur Lavardin, de Claude Chabrol
- 1986: Le Débutant, de Daniel Janneau
- 1986 : Hypothèse d'un soir, de Marie-Christine Fieni
- 1986 : Grand Guignol, de Jean Marbœuf
- 1986 : Suivez mon regard, de Jean Curtelin
- 1987: Le Moustachu, de Dominique Chaussois
- 1987 : Lévy et Goliath, de Gérard Oury
- 1987 : Un homme et une femme : Vingt ans déjà, de Claude Lelouch
- 1987 : Maladie d'amour, de Jacques Deray
- 1987 : Les Innocents, d'André Téchiné
- 1987 : Maschenka, de Jean de Goldschmidt
- 1988: Au bonheur des chiens, de Duccio Tessari
- 1989: Comédie d'été, de Daniel Vigne
- 1989 : Ripoux contre ripoux, de Claude Zidi
- 1990: S'en fout la mort, de Claire Denis
- 1990 : Faux et usage de faux, de Laurent Heynemann
- 1991: Août, de Henri Herré
- 1992: Tous les garçons, de Étienne Faure
- 1993: La reina Margot, de Patrice Chéreau
- 1993 : Monsieur Dior, de Frank Maubert i Mathias Ledoux
- 1994: El monstre, de Roberto Benigni
- 1994 : Une femme française, de Régis Wargnier
- 1994 : Sacha Guitry et ses femmes, de Pierre Philippe
- 1995: Les Cent et Une Nuits de Simon Cinéma, de Agnès Varda
- 1995 : Beaumarchais, l'insolent, de Édouard Molinaro
- 1995 : Les Caprices d'un fleuve, de Bernard Giraudeau
- 1996: Le Fils de Gascogne, de Pascal Aubier
- 1996 : Portraits chinois, de Martine Dugowson
- 1998: Kennedy et moi, de Sam Karmann
- 1999: L'Homme de ma vie, de Stéphane Kurc
- 1999 : Les Acteurs, de Bertrand Blier
- 1999 : Lettre à mon frère Guy Gilles, cinéaste trop tôt disparu, de Luc Bernard
- 2000: Hommage à Alfred Lepetit, de Jean Rousselot
- 2000 : In extremis, d'Étienne Faure
- 2001: Competència deslleial, d'Ettore Scola
- 2001 : C'est le bouquet !, de Jeanne Labrune
- 2001 : Les filles, personne s'en méfie, de Charlotte Silvera
- 2001 : South Kensington, de Carlo Vanzina
- 2002: La Demi-Mondaine amoureuse, de Didier Dessapt
- 2003: Les Clefs de bagnole, de Laurent Baffie
- 2003 : Aimez-moi les uns les autres
- 2004: People, de Fabien Onteniente
- 2004 : Quoi ? L'Éternité, de Étienne Faure
- 2004 : Quartier VIP, de Laurent Firode
- 2006: Mon dernier rôle, d'Olivier Ayache-Vidal
- 2007: Vous êtes de la police ?, de Romuald Beugnon

#### Televisió
- 1960: Les Parents terribles, de Jean-Paul Carrère
- 1962: Chéri, de François Chatel
- 1966: Anna, de Pierre Koralnik
- 1966 : Carosello - All'ultimo sorso, de Mario Fattori i Edo Cacciari
- 1972: Dans les jardins de Franc-Nohain, de Alain Frey
- 1974: La Peur des coups, de Jeannette Hubert
- 1977: Dancing Star, de Jacques Brialy
- 1980: Arsène Lupin joue et perd, de Alexandre Astruc
- 1982: Caméra une première, episodi L'Accompagnateur, de Pierre Boutron
- 1982 : Mozart, de Marcel Bluwal
- 1983: Quelques hommes de bonne volonté, de François Villiers
- 1983 : Père Noël et fils, d'André Flédérick
- 1984: Désiré, de Dominique Giuliani
- 1984 : Die Schöne Wilhelmine, de Rolf Von Sydow
- 1984 : Ces chers disparus : Françoise Dorléac, de Denis Derrien
- 1985: L'Herbe rouge, de Pierre Kast
- 1985 : Vivement Truffaut / Hommage à Truffaut, de Claude de Givray
- 1988: François Truffaut : Correspondance à une voix, de Michèle Reiser
- 1989: Les Deux Virus, de Bruno Gantillon
- 1989 : Le Nègre, de Yves-André Hubert
- 1989 : Le Clochard, de Stéphane Bertin i Boramy Tioulong
- 1990: Ne m'oubliez pas : Hommage à Bernard Blier, de Mathias Ledoux
- 1990 : C'est quoi, ce petit boulot ?, de Michel Berny i Gian Luigi Polidoro
- 1990 : Ferbac
- 1990 : Mariage mortel, de Marc Rivière
- 1991: Les Bains de jouvence, de Marc Rivière
- 1991 : Péché de jeunesse, de Bruno Gantillon
- 1991 : L'Illusionniste, de Michel Treguer
- 1991 : Échec et mat, de José-Maria Sanchez Silva
- 1991 : Lucas, de Nadine Trintignant
- 1993: Le Mal des ardents, de Roland Verhavert
- 1993 : Carnaval des ténèbres, de Sylvain Madigan
- 1993 : Le Festin de miséricorde, de Christian Faure
- 1993 : Sandra, princesse rebelle, de Didier Albert
- 1994: La Jalousie, de Patrick Bureau
- 1996: Belmondo le magnifique, de Patrick Chammings
- 1997: Les Héritiers, de Josée Dayan
- 1997 : La Grande Béké, de Alain Maline
- 1997 : Cannes… les quatre cents coups, de Gilles Nadeau
- 1997 : Le Comte de Monte-Cristo, de Josée Dayan
- 1997 : Les Jolies Colonies de vacances, de Stéphane Kurc
- 1998: Ils sont tous nos enfants / Élisabeth, de Pasquale Squitieri
- 1999: Barbara, je chante ma vie, de Philippe Kohly
- 2000: La Bicyclette bleue, de Thierry Binisti
- 2001: Les Filles à papa, de Marc Rivière
- 2001 : Nadia Coupeau, dite Nana, de Édouard Molinaro
- 2002: Le hasard fait bien les choses, de Lorenzo Gabriele
- 2002 : On ne choisit pas sa famille, de François Luciani
- 2004: Président Ferrare : L'Affaire Valéra, de Alain Nahum
- 2004 : Président Ferrare : L'Affaire Denise Chabrier, de Alain Nahum
- 2004 : Le Plus Bel Homme du monde, de Serge Khalfon
- 2005: Les Rois maudits, de Josée Dayan
- 2006: Président Ferrare : L'Affaire Gilles d'Aubert, de Alain Nahum
- 2006 : Monsieur Max, de Gabriel Aghion

### Director

#### Cinema
- 1971: Églantine - també guionista
- 1973: Les Volets clos
- 1973 : L'Oiseau rare – també guionista
- 1974: Un amour de pluie - també guionista
- 1983: Un bon petit diable – també guionista amb Didier Decoin

#### Televisió
- 1979: La Nuit de l'été
- 1979 : Les Malheurs de Sophie
- 1981: Cinq-Mars – també guionista
- 1995: Vacances bourgeoises
- 1995 : Il ne faut jurer de rien
- 1997: Georges Dandin
- 1998 : La Dame aux Camélias – també guionista
- 2003: Les Parents terribles